# No Flockin
„No Flockin” – debiutancki singel amerykańskiego muzyka Kodaka Blacka. Piosenka to freestyle, producentem singla jest Vinnyx (VinnyxProd). Piosenka osiągnęła 95 na liście Billboard Hot 100 w styczniu 2017 r. Piosenka została pierwotnie wydana 27 lipca 2014 r.
Piosenka była samplowana w utworze „Bodak Yellow” amerykańskiej raperki Cardi B.

## Teledysk
Teledysk miał swoją premierę 25 sierpnia 2014 r. Na oficjalnym koncie Kodaka Blacka w serwisie YouTube. Teledysk ma obecnie ponad 236 milionów wyświetleń.

## Sprzedaż
„No Flockin” zadebiutowało pod numerem 95 na Billboard Hot 100 w dniu 14 stycznia 2017 r., Ponad 2 lata po pierwotnym wydaniu utworu. W następnym tygodniu piosenka spadła z listy Hot 100. Piosenka była pierwszą piosenką Kodaka na listach przebojów. W czerwcu 2017 roku piosenka otrzymała platynę od Recording Industry Association of America (RIAA) za sprzedaż ponad 1 000 000 egzemplarzy w Stanach Zjednoczonych.

## No Flockin 2 (Bodak Orange)
19 września 2017 roku Kodak wydał „No Flockin 2 (Bodak Orange)”, nowszą wersję „No Flockin” zawierającą ten sam podkład instrumentalny, co oryginał, jednak różniła się o ona tekstem. Tytuł i tekst piosenki zawierają odniesienia do „Bodak Yellow”, piosenki Cardi B. Tekst opowiada również o dźganiu nożem innych raperów, którzy hamują jego rytm.
Towarzyszący teledysk do utworu został opublikowany tego samego dnia w serwisie YouTube. Teledysk został wyreżyserowany przez samego Kodaka Blacka i ma obecnie ponad 20 milionów wyświetleń.

## Pozycje na listach
| Lista (2016–17)                       | Pozycja |
| ------------------------------------- | ------- |
| USA Billboard Hot 100                 | 95      |
| USA Hot R&B/Hip-Hop Songs (Billboard) | 38      |

## Certyfikaty
| Kraj       | Certyfikat | Ilość sprzedanych egzemplarzy |
| ---------- | ---------- | ----------------------------- |
| USA (RIAA) | 2× Platyna | 2,000,000                     |